# Dictador romà
El dictador és un magistrat extraordinari de la República Romana. Les funcions dels dos cònsols, eventualment i sempre en casos greus, podien ser assumides per un únic magistrat, amb el títol de dictador, funcions que s'exercien per sis mesos o menys. El designat dictador havia d'efectuar una cerimònia religiosa anomenada clavum fingere perquè quedés clar que assumien el càrrec per designi dels déus i no per ànsia de poder.

## Funcions del dictador
Un dictador ocupava el mateix poder que qualsevol dels cònsols, ja que aquests disposaven de tot el poder individualment i, encara que podien repartir-se les funcions, també podien exercir-les completament cadascun d'ells. El dictador es diferenciava en el fet que en no ser una magistratura col·legiada, no tenia el contrapoder que representa un altre magistrat amb idèntiques funcions. Els dictadors eren a més a més cap (magister) de la infanteria o de la cavalleria.
El càrrec de dictador va ser suprimit de facto al segle ii aC (encara que no abolit formalment), fet que va donar excusa al senat per arrogar-se certes facultats en casos greus, com el conferiment als cònsols de certes facultats similars a la dictadura, per un temps limitat.
El primer dictador fou Aulus Postumius Albus Regillensis, al segle v aC, en revoltar-se els aliats llatins.

## Clavum fingere
A començaments de la República Romana, quan un home era nomenat dictador havia de fer la cerimònia del clavum fingere. Aquesta expressió que literalment vol dir «fixar el clau», era una manera de dir «fixar el destí». El clau esmentat tenia a veure amb un dels atributs de la deessa romana Necessitas i de la deessa etrusca Athrpa (equivalent a la grega Àtropos). Segons Titus Livi, cada any al temple de Nortia, l'equivalent etrusca de Fortuna, era fixat un clau per marcar el pas del temps. A Roma, el magistrat de més edat en clavava un (clavus annalis), coincidint amb l'idus de setembre, en la paret del temple de Júpiter Capitolí. Aquesta data era el dies natalis o aniversari de la construcció del temple i tot seguit se servia un banquet en honor de Júpiter (Epulum Jovis). La cerimònia del clau es realitzava en un lateral d'aquest temple, on hi havia un altar dedicat a Minerva, ja que es considerava que el concepte de nombre l'havia inventat aquesta deessa i el ritual era anterior a l'ús de l'alfabet, amb el qual es representaven les xifres romanes.
No s'ha conservat informació de per què aquest ritual estava relacionat amb el nomenament de dictadors, els dels anys 363 aC, 331 aC, 313 aC, 263 aC, van rebre aquesta responsabilitat segons la fórmula dictator clavi figendi causa. Livi atribueix aquesta pràctica a una obligació religiosa, és a dir per no ofendre els déus. Podria ser que aquest ritual també es fes servir en èpoques de plagues o greus problemes com a ritual expiatori, cosa que es dedueix quan Livi narra que l'any 363 aC hi va haver una epidèmia que va devastar Roma i va durar dos anys. Està registrat també que una altra vegada que hi havia epidèmia a la ciutat, aquesta es va extingir en la data del clavum fingere i potser per això se li va donar aquesta altra funció al ritual. Aquest ritual va ser reformat en època d'August, que la va transferir l'any 1 dC al nou temple dedicat a Mars Ultor. Des de llavors era un censor qui fixava el clau.